# بنیتا هیوم
بنیتا هیوم (انگلیسی: Benita Hume؛ ۱۴ اکتبر ۱۹۰۷ – ۱ نوامبر ۱۹۶۷) یک هنرپیشه اهل انگلستان بود. وی بین سال‌های ۱۹۲۵ تا ۱۹۵۵ میلادی فعالیت می‌کرد.

## بخشی از فیلمشناسی
از فیلم‌ها یا برنامه‌های تلویزیونی که وی در آن نقش داشته‌است می‌توان به آثار زیر اشاره کرد.
- پایان خوش (۱۹۲۵)
- سست‌عفاف (۱۹۲۸)
- خیانت ملی (۱۹۲۸)
- پایان خوش (فیلم ۱۹۳۱) (۱۹۳۱)
- شراره آسمانی (۱۹۳۵)

## مرگ
هیوم  بر اثر سرطان استخوان در کنت درگذشت.